# Luis Zalles
Luis Zalles, född 1832, död 1896, var en boliviansk skald. Han var far till Juan María Zalles.
Zalles, som till yrket var advokat, tog livlig del i tidens revolutionära rörelser och åtnjöt rykte som framstående lyriker. Han utgav diktsamlingen Poesias.